# Szovjet–japán határkonfliktusok
A szovjet–japán határkonfliktusok kifejezés a Mandzsukuo határán a Szovjetunió és a Japán Birodalom közötti harcokat takarja. A konfliktusok határvillongások voltak, ennek ellenére hatalmas mennyiségű katonát és harceszközt mozgósított mindkét fél. Habár a csatározások egy-egy hadjárat képét keltették, a két ország hivatalosan nem állt hadban egymással. A harcok végét követően mégis mindkét esetben békekötés követte. Összességében elmondható, hogy a két egymással szemben bizalmatlan fél ezeket az eseményeket használta fel arra, hogy a másik szándékait és valós erejét kitapogassa. A konfliktus, a spanyol polgárháborúval egyetemben a második világháború előfutárának tekinthető.

## Haszan-tavi csata
A Haszan-tavi csata (1938. július 29. – augusztus 11.) vagy Csangkufeng incidens (japánul: 張鼓峰事件; pinjin: Zhānggǔfēng Shìjiàn) volt az első összecsapás a két fél között. A szovjet Vörös Hadsereg egységei megszállták a vitatott hovatartozású Csangkufeng-magaslatot, ami válaszcsapásra ingerelte a japán hadvezetést. A diplomáciai tiltakozás ellenére sem vonultak ki a szovjet erők, így a Kvantung-hadsereg megtámadta őket. A japán csapatok kezdetben fényes sikert arattak, azonban az orosz erősítés megérkezése után visszavonulásra kényszerültek, és a japán miniszterelnök augusztus 10-én fegyverszünetet kért.

## Halhin-goli csata
A halhin-goli csata vagy japán nevén Nomonhan incidens (1939. május 11. – szeptember 16.) a kölcsönös bizalmatlanság eredménye volt. Míg a szovjet vezetés azzal vádolta a japánokat, hogy a Halhin-Gol folyó vidékén mongol földeket foglalt el, addig a japánok ugyanezzel vádolták a szovjeteket. Mindkét fél jelentős erőket vonultatott fel, hogy demonstrálja erejét az egyébként nem sok értékkel bíró vitatott rész ürügyén. Sztálin Georgij Zsukovot nevezte ki a helyi erők főparancsnokává, aki ügyesen tévesztette meg a japán vezérkart. Miután az első csatározásokban a folyó túloldalán kialakított japán hídfőállást megsemmisítette, megtévesztő akcióba kezdett, elhitetve az ellenséggel, hogy védelemre rendezkednek be. Augusztus 20-án aztán megindult a szovjet bekerítési hadművelet, amely döntő vereséget mért a japán seregre. A miniszterelnök ismét fegyverszünetet kért.

## Következménye
A két vereség után a Japán Császári Hadsereg vezérkara és a kormány kénytelen volt újragondolni az addig folytatott politikát. Korábban a japánok igen aktívan készültek Mongólia és Szibéria meghódítására, épp ezért japán telepeseket küldtek Mandzsúriába, akiket szisztematikusan a határvidékeken helyeztek el, hogy itt alakítsák ki a hódításhoz az egyik hadtápterületet.
Végül az a döntés született, hogy a Japán Birodalom nem Szibéria elfoglalásával fogja biztosítani a nélkülözhetetlen nyersanyagokat az ipar számára, hanem inkább Délkelet-Ázsia lesz a fő célpont. Ezek után 1941. április 13-án megkötötték a szovjet–japán megnemtámadási egyezményt, amely hasonló volt, mint a Molotov–Ribbentrop-paktum. Később, amikor a németek megtámadták a Szovjetuniót, a japán kormány jelentős ideig fontolgatta a szerződés megszegését és Szibéria lerohanását. Azonban a halhin-goli csata tapasztalatai és a délkeleti terjeszkedést sürgető lobbi megerősödése miatt végül nem üzentek hadat. Így Sztálin a Távol-Keleten lekötött csapatokat átdobhatta Moszkva alá, amely nagy segítségére volt a moszkvai csata megnyerésében. 1945. augusztus 9-én végül a Szovjetunió megszegte a megállapodást, és egy órával a hadüzenet után elkezdte Mandzsúria megszállását, melyet végül tizenkét nap alatt be is fejezett.

### Fordítás
- Ez a szócikk részben vagy egészben  a   Soviet–Japanese Border Wars című angol Wikipédia-szócikk ezen változatának fordításán alapul.  Az eredeti cikk szerkesztőit annak laptörténete sorolja fel. Ez a jelzés csupán a megfogalmazás eredetét és a szerzői jogokat jelzi, nem szolgál a cikkben szereplő információk forrásmegjelöléseként.